# Marquesado de Chiloeches

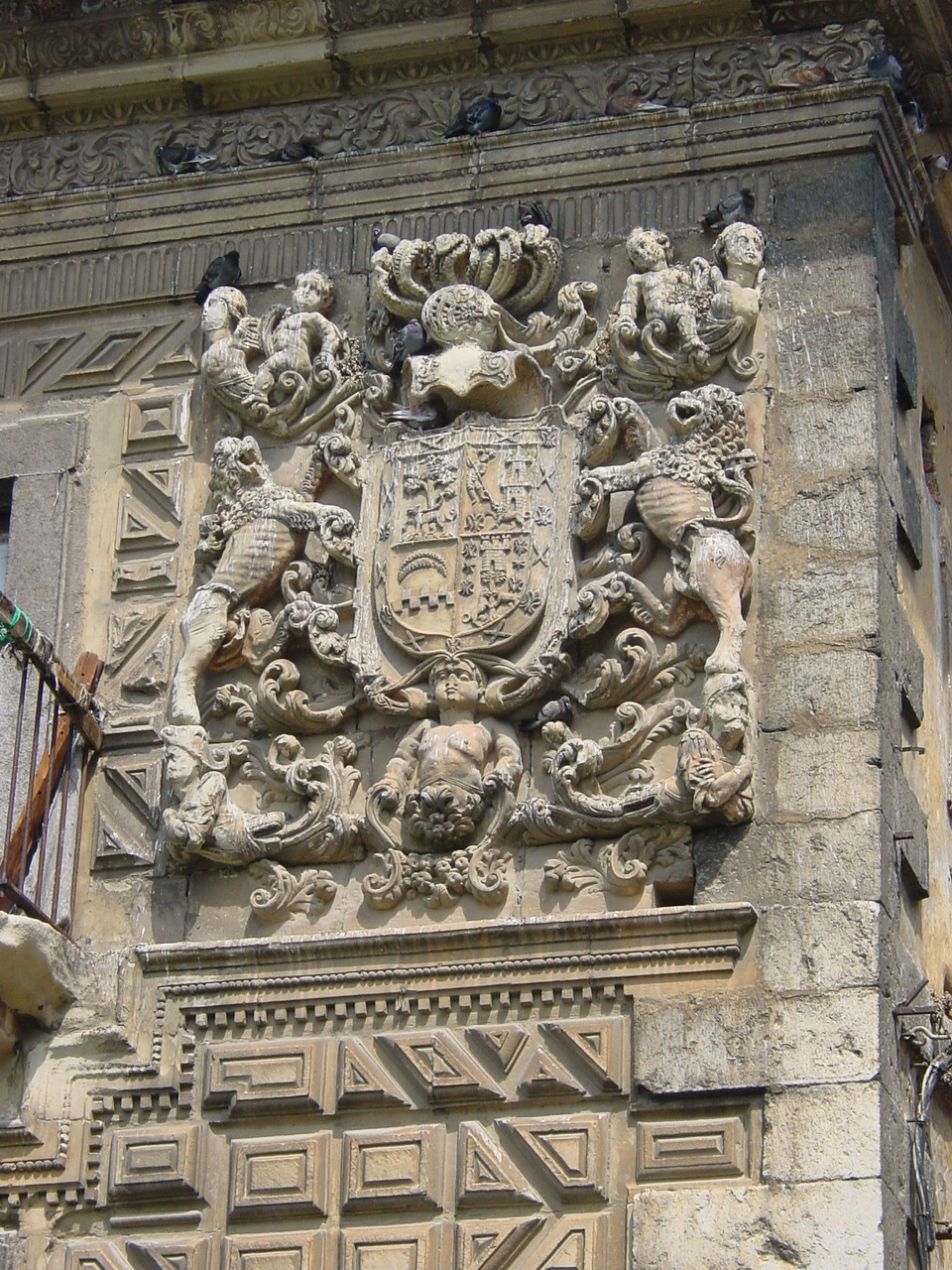
Escudo de los marqueses de Chiloeches en Santoña

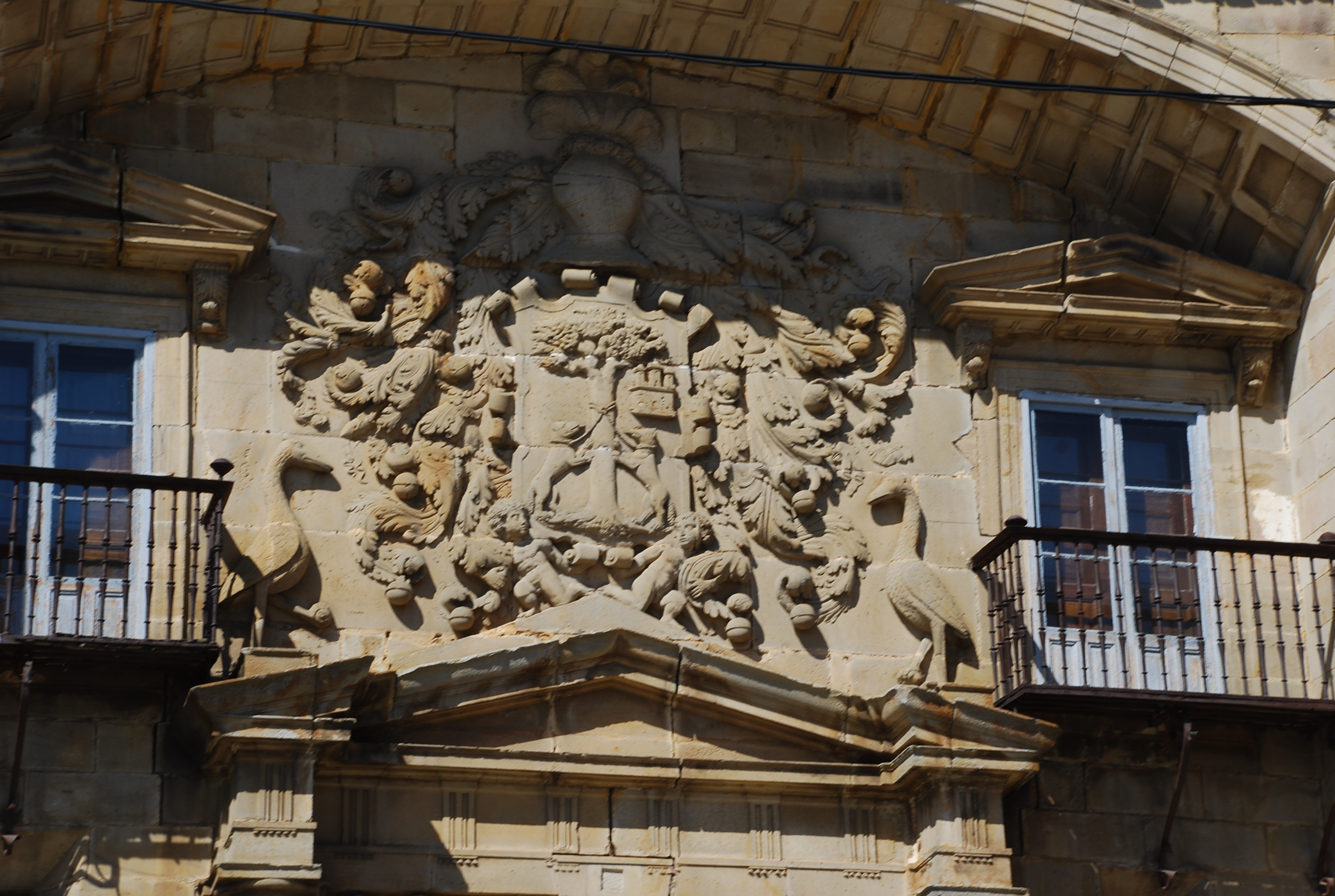
Escudo de los marqueses de Chiloeches en Espinosa de los Monteros

El Marquesado de Chiloeches es un título nobiliario español creado el 19 de mayo de 1692 por el rey Carlos II y otorgado a Juan de Santelices Guevara y Escalante, Ministro del Consejo de Castilla e Indias y Caballero de la Orden de Calatrava.

## Lista de los marqueses de Chiloeches
1° Juan de Santelices Guevara y Escalante

2° José Francisco de Santelices Guevara y Escalante - sin sucesión directa -

3° Antonio Ortiz de Santelices y Guevara - hereda el título de su tío - casado con Ramona Otáñez y Martínez del Valle.

4° Luisa Francisca Ortiz y Otáñez - hija de Miguel Ortiz de Otáñez - casada con Bibiano de Porras Arredondo.

5° Ramón José Pablo Ortiz y Otáñez (1759-1843) - hijo de Miguel Ortiz de Otáñez.

6° Francisco María de Porras y Ortiz (1815+1898) - casado con Basilisa Zorrilla San Martín.

7° Luis Ceferino de Porras y Zorrilla (1854-1901) - casado con una hija de José Isla-Fernández

8° José María de Porras e Isla-Fernández (1875+1942) - casado con Hilaria López de la Calle y Ganuza y después con                                                                             Micaela Aurora Sanz y San Miguel

9° José Luis de Porras Isla-Fernández y López de la Calle (1908+1998), 11° Marqués de Arco, 8° Conde de Isla-Fernández, casado el 6.5.1936 con Francisca Hervías e Irigoyen - sin sucesión directa -

10° Melchor de Porras Isla-Fernández y Sanz (1924-2015) hermano del anterior, 12° Marqués de Arco, 9° Conde de Isla-Fernández, Marqués de la Corona - casado con Blanca Rodríguez de los Ríos y García  Baquero

11° Fernando de Porras-Isla-Fernández y Rodríguez de los Ríos hijo del anterior  13° Marqués del Arco, 10° Conde de Isla Fernández y Marqués de la Corona.